# Leptophos
Leptophos ist eine chemische Verbindung aus der Gruppe der Thiophosphonsäureester, welche von Velsicol Chemical Corporation bis zu ihrem Verbot in den USA im Jahr 1976 produziert wurde.

## Verwendung
Leptophos wurde als Insektizid verwendet. Die Wirkung basiert auf Hemmung der Cholinesterasen.

## Zulassung
In den Vereinigten Staaten war Leptophos seit 1971 befristet zugelassen. Medienberichte über Benommenheit, Sehstörungen und Lähmungen bei Arbeitern in der Leptophos-Produktion sorgten 1976 für Aufsehen. Teilweise wurden diese Arbeiter als „Phosvel-Zombies“ bezeichnet. Leptophos wurde in viele andere Staaten exportiert. In Ägypten starben 1200 Wasserbüffel an Leptophos-Vergiftung. Mit dem 1976 erlassenen Toxic Substances Control Act (TCSA) wurde die Herstellung nicht-registrierter Chemikalien verboten.
Leptophos ist in der Europäischen Union und in der Schweiz nicht als Pflanzenschutzwirkstoff zugelassen.